# Edward the Great
Edward The Great es un disco recopilatorio de Iron Maiden de 2002. Resalta el hecho de que no hay ningún tema de la época de Paul Di'Anno.

## Lista de canciones
Versión de 2002
1. «Run to the Hills»
2. «The Number of the Beast»
3. «Flight of Icarus»
4. «The Trooper»
5. «2 Minutes to Midnight»
6. «Wasted Years»
7. «Can I Play with Madness»
8. «The Evil That Men Do»
9. «The Clairvoyant»
10. «Infinite Dreams»
11. «Holy Smoke»
12. «Bring Your Daughter... to the Slaughter»
13. «Man on the Edge»
14. «Futureal»
15. «The Wicker Man»
16. «Fear of the Dark (Live At Rock In Rio)»

Versión de 2005
1. «Run to the Hills»
2. «The Number of the Beast»
3. «The Trooper»
4. «Flight of Icarus»
5. «2 Minutes to Midnight»
6. «Wasted Years»
7. «Can I Play with Madness»
8. «The Evil That Men Do»
9. «Bring Your Daughter... to the Slaughter»
10. «Man on the Edge»
11. «Futureal»
12. «The Wicker Man»
13. «Brave New World»
14. «Wildest Dreams»
15. «Rainmaker»
16. «Fear of the Dark (Live Death on the Road)»

- Datos: Q1753069